# Coupe Davis 2023
Pour un article plus général, voir Coupe Davis.
Navigation
Édition précédente Édition suivante
La Coupe Davis 2023 est la 111e édition de ce tournoi de tennis professionnel masculin par nations. Les rencontres se déroulent à partir du 3 février dans différents lieux.
L'Italie remporte sa seconde Coupe Davis (après 1976) grâce à sa victoire en finale face à l'Australie par 2 victoires à 0.

## Contexte
À la suite de l'invasion de l'Ukraine par la Russie en 2022, la Russie et la Biélorussie sont bannies de la compétition.

## Phase qualificative
La phase qualificative voit s'affronter les nations vainqueures du Groupe mondial I en 2022 (GM1) et les nations ayant participé à la dernière phase finale (PF) sans atteindre la finale. La désignation des équipes têtes de série [entre crochets] est basée sur le classement ITF du 28 novembre 2022.
L'Italie et l'Espagne, invitées par la FIT sont exemptées de phase qualificative.
La phase qualificative se déroule du 3 au 5 février. Les nations vainqueures sont qualifiées pour la phase finale, les nations vaincues sont renvoyées dans le groupe mondial I.
| Lieu       | Surface             | Hôtes             | Score | Visiteurs                |
| ---------- | ------------------- | ----------------- | ----- | ------------------------ |
| Rijeka     | dur (int.)          | Croatie [1](PF)   | 3 - 1 | Autriche (GM1)           |
| Tatabánya  | dur (int.)          | Hongrie (GM1)     | 2 - 3 | France [2](PF)           |
| Tachkent   | dur (int.)          | Ouzbékistan (GM1) | 0 - 4 | États-Unis [3](PF)       |
| Trèves     | dur (int.)          | Allemagne [4](PF) | 2 - 3 | Suisse (GM1)             |
| Cota*      | terre battue (ext.) | Colombie (GM1)    | 1 - 3 | Grande-Bretagne [5](PF)  |
| Oslo       | dur (int.)          | Norvège (GM1)     | 0 - 4 | Serbie [6](PF)           |
| La Serena* | terre battue (ext.) | Chili (GM1)       | 3 - 1 | Kazakhstan [7](PF)       |
| Séoul      | dur (int.)          | Corée du Sud (PF) | 3 - 2 | Belgique [8](PF)         |
| Stockholm* | dur (int.)          | Suède [9](PF)     | 3 - 1 | Bosnie-Herzégovine (GM1) |
| Groningue  | dur (int.)          | Pays-Bas [10](PF) | 4 - 0 | Slovaquie (GM1)          |
| Espoo*     | dur (int.)          | Finlande (GM1)    | 3 - 1 | Argentine [11](PF)       |
| Maia       | terre battue (int.) | Portugal (GM1)    | 1 - 3 | Tchéquie [12](GM1)       |

## Phase finale
La phase finale consiste en une phase de groupe suivie d'une phase à élimination directe.
Elle met aux prises 16 équipes sélectionnées en fonction de leurs résultats durant l'édition précédente ainsi que la phase qualificative de la présente édition :
- les nations finalistes et les invitées, exemptées de phase qualificative (sur la première ligne),
- les nations ayant remporté leur match de qualification.

| Phase finale         |                 |                  |                   |
| Canada (V)           | Australie (F)   | Italie (WC) (DF) | Espagne (WC) (QF) |
| Croatie (DF)         | États-Unis (QF) | Pays-Bas (QF)    | France (PG)       |
| Grande-Bretagne (PG) | Serbie (PG)     | Suède (PG)       | Corée du Sud (PG) |
| Chili (GM I)         | Finlande (GM I) | Suisse (GM I)    | Tchéquie (GM I)   |

### Phase de groupes
La phase de groupes oppose 16 nations réparties en 4 groupes de 4 nations. Les deux premières nations de chaque groupe sont qualifiées pour les quarts de finale de la phase à élimination directe.
La phase de groupes se déroule du 12 au 17 septembre dans quatre lieux : 
- Manchester au Royaume-Uni,
- Bologne en Italie,
- Split en Croatie,
- Valence en Espagne.

Le tirage au sort voit les équipes réparties en quatre pots, d'après le classement ITF du 6 février 2023 : 
| Pot 1 | Canada (1)        | Australie (3)       | Espagne (2) | Croatie (4)   |
| Pot 2 | Italie (6)        | Grande-Bretagne (7) | Serbie (8)  | Pays-Bas (9)  |
| Pot 3 | États-Unis (10)   | France (11)         | Suède (12)  | Tchéquie (13) |
| Pot 4 | Corée du Sud (15) | Chili (17)          | Suisse (20) | Finlande (21) |

La Finlande se qualifie pour la phase à élimination directe pour la première fois de son histoire grâce à ses victoires contre la Croatie et les États-Unis.
L'Espagne et la Croatie, tête de série de leur groupe respectif, sont éliminées en phase de groupe.

#### Groupe A
| # | Pays   | Renctr (V - D) | Matchs (V - D) | Sets (G - P) |
| - | ------ | -------------- | -------------- | ------------ |
| 1 | Canada | 3-0            | 8-1            | 16-4         |
| 2 | Italie | 2-1            | 5-4            | 12-11        |
| 3 | Chili  | 1-2            | 4-5            | 11-11        |
| 4 | Suède  | 0-3            | 1-8            | 4-17         |

|  | Équipe 1 | Score | Équipe 2 |  |
|  | Suède    | 0 – 3 | Chili    |  |

| Ordre des matchs | Joueurs                               | Points au premier set | Points au second set | Points au troisième set |
| ---------------- | ------------------------------------- | --------------------- | -------------------- | ----------------------- |
| 1                | Leo Borg                              | 6                     | 6                    | 5                       |
| 1                | Cristian Garín                        | 7                     | 3                    | 7                       |
|                  |                                       |                       |                      |                         |
| 2                | Elias Ymer                            | 2                     | 4                    |                         |
| 2                | Nicolás Jarry                         | 6                     | 6                    |                         |
|                  |                                       |                       |                      |                         |
| 3 (sans enjeu)   | Filip Bergevi - André Göransson       | 4                     | 5                    |                         |
| 3 (sans enjeu)   | Tomás Barrios Vera - Alejandro Tabilo | 6                     | 7                    |                         |

|  | Équipe 1 | Score | Équipe 2 |  |
|  | Canada   | 3 – 0 | Italie   |  |

| Ordre des matchs | Joueurs                           | Points au premier set | Points au second set | Points au troisième set |
| ---------------- | --------------------------------- | --------------------- | -------------------- | ----------------------- |
| 1                | Alexis Galarneau                  | 7                     | 6                    |                         |
| 1                | Lorenzo Sonego                    | 68                    | 4                    |                         |
|                  |                                   |                       |                      |                         |
| 2                | Gabriel Diallo                    | 7                     | 6                    |                         |
| 2                | Lorenzo Musetti                   | 5                     | 4                    |                         |
|                  |                                   |                       |                      |                         |
| 3 (sans enjeu)   | Alexis Galarneau - Vasek Pospisil | 64                    | 6                    | 7                       |
| 3 (sans enjeu)   | Simone Bolelli - Matteo Arnaldi   | 7                     | 4                    | 63                      |

|  | Équipe 1 | Score | Équipe 2 |  |
|  | Canada   | 3 – 0 | Suède    |  |

| Ordre des matchs | Joueurs                           | Points au premier set | Points au second set | Points au troisième set |
| ---------------- | --------------------------------- | --------------------- | -------------------- | ----------------------- |
| 1                | Vasek Pospisil                    | 7                     | 5                    | 6                       |
| 1                | Leo Borg                          | 65                    | 7                    | 2                       |
|                  |                                   |                       |                      |                         |
| 2                | Gabriel Diallo                    | 6                     | 6                    |                         |
| 2                | Elias Ymer                        | 4                     | 3                    |                         |
|                  |                                   |                       |                      |                         |
| 3 (sans enjeu)   | Alexis Galarneau - Vasek Pospisil | 7                     | 7                    |                         |
| 3 (sans enjeu)   | Filip Bergevi - André Göransson   | 69                    | 63                   |                         |

|  | Équipe 1 | Score | Équipe 2 |  |
|  | Italie   | 3 – 0 | Chili    |  |

| Ordre des matchs | Joueurs                               | Points au premier set | Points au second set | Points au troisième set |
| ---------------- | ------------------------------------- | --------------------- | -------------------- | ----------------------- |
| 1                | Matteo Arnaldi                        | 2                     | 6                    | 6                       |
| 1                | Cristian Garín                        | 6                     | 4                    | 3                       |
|                  |                                       |                       |                      |                         |
| 2                | Lorenzo Sonego                        | 3                     | 7                    | 6                       |
| 2                | Nicolás Jarry                         | 6                     | 5                    | 4                       |
|                  |                                       |                       |                      |                         |
| 3 (sans enjeu)   | Lorenzo Musetti - Lorenzo Sonego      | 63                    | 6                    | 7                       |
| 3 (sans enjeu)   | Tomás Barrios Vera - Alejandro Tabilo | 7                     | 3                    | 62                      |

|  | Équipe 1 | Score | Équipe 2 |  |
|  | Canada   | 2 – 1 | Chili    |  |

| Ordre des matchs | Joueurs                               | Points au premier set | Points au second set | Points au troisième set |
| ---------------- | ------------------------------------- | --------------------- | -------------------- | ----------------------- |
| 1                | Alexis Galarneau                      | 6                     | 7                    |                         |
| 1                | Alejandro Tabilo                      | 3                     | 65                   |                         |
|                  |                                       |                       |                      |                         |
| 2                | Gabriel Diallo                        | 4                     | 4                    |                         |
| 2                | Nicolás Jarry                         | 6                     | 6                    |                         |
|                  |                                       |                       |                      |                         |
| 3                | Alexis Galarneau - Vasek Pospisil     | 6                     | 7                    |                         |
| 3                | Tomás Barrios Vera - Alejandro Tabilo | 3                     | 67                   |                         |

|  | Équipe 1 | Score | Équipe 2 |  |
|  | Italie   | 2 – 1 | Suède    |  |

| Ordre des matchs | Joueurs                          | Points au premier set | Points au second set | Points au troisième set |
| ---------------- | -------------------------------- | --------------------- | -------------------- | ----------------------- |
| 1                | Matteo Arnaldi                   | 6                     | 6                    |                         |
| 1                | Leo Borg                         | 4                     | 3                    |                         |
|                  |                                  |                       |                      |                         |
| 2                | Lorenzo Sonego                   | 6                     | 6                    |                         |
| 2                | Elias Ymer                       | 4                     | 4                    |                         |
|                  |                                  |                       |                      |                         |
| 3 (sans enjeu)   | Simone Bolelli - Lorenzo Musetti | 6                     | 64                   | 8                       |
| 3 (sans enjeu)   | Filip Bergevi - André Göransson  | 4                     | 7                    | 10                      |

#### Groupe B
| # | Pays            | Renctr (V - D) | Matchs (V - D) | Sets (G - P) |
| - | --------------- | -------------- | -------------- | ------------ |
| 1 | Grande-Bretagne | 3-0            | 6-3            | 13-11        |
| 2 | Australie       | 2-1            | 6-3            | 14-6         |
| 3 | France          | 1-2            | 5-4            | 12-10        |
| 4 | Suisse          | 0-3            | 1-8            | 4-16         |

|  | Équipe 1 | Score | Équipe 2 |  |
|  | France   | 3 – 0 | Suisse   |  |

| Ordre des matchs | Joueurs                                 | Points au premier set | Points au second set | Points au troisième set |
| ---------------- | --------------------------------------- | --------------------- | -------------------- | ----------------------- |
| 1                | Adrian Mannarino                        | 3                     | 6                    | 6                       |
| 1                | Dominic Stricker                        | 6                     | 1                    | 4                       |
|                  |                                         |                       |                      |                         |
| 2                | Ugo Humbert                             | 6                     | 6                    |                         |
| 2                | Stanislas Wawrinka                      | 4                     | 4                    |                         |
|                  |                                         |                       |                      |                         |
| 3 (sans enjeu)   | Nicolas Mahut - Édouard Roger-Vasselin  | 6                     | 6                    |                         |
| 3 (sans enjeu)   | Stanislas Wawrinka - Marc-Andrea Hüsler | 2                     | 2                    |                         |

|  | Équipe 1  | Score | Équipe 2        |  |
|  | Australie | 1 – 2 | Grande-Bretagne |  |

| Ordre des matchs | Joueurs                     | Points au premier set | Points au second set | Points au troisième set |
| ---------------- | --------------------------- | --------------------- | -------------------- | ----------------------- |
| 1                | Thanasi Kokkinakis          | 7                     | 3                    | 64                      |
| 1                | Jack Draper                 | 6                     | 6                    | 7                       |
|                  |                             |                       |                      |                         |
| 2                | Alex de Minaur              | 1                     | 6                    | 4                       |
| 2                | Daniel Evans                | 6                     | 2                    | 6                       |
|                  |                             |                       |                      |                         |
| 3 (sans enjeu)   | Matthew Ebden - Max Purcell | 7                     | 6                    |                         |
| 3 (sans enjeu)   | Daniel Evans - Neal Skupski | 65                    | 4                    |                         |

|  | Équipe 1  | Score | Équipe 2 |  |
|  | Australie | 2 – 1 | France   |  |

| Ordre des matchs | Joueurs                                | Points au premier set | Points au second set | Points au troisième set |
| ---------------- | -------------------------------------- | --------------------- | -------------------- | ----------------------- |
| 1                | Max Purcell                            | 64                    | 4                    |                         |
| 1                | Adrian Mannarino                       | 7                     | 6                    |                         |
|                  |                                        |                       |                      |                         |
| 2                | Alex de Minaur                         | 7                     | 6                    |                         |
| 2                | Ugo Humbert                            | 62                    | 3                    |                         |
|                  |                                        |                       |                      |                         |
| 3                | Matthew Ebden - Max Purcell            | 7                     | 6                    |                         |
| 3                | Nicolas Mahut - Édouard Roger-Vasselin | 5                     | 3                    |                         |

|  | Équipe 1        | Score | Équipe 2 |  |
|  | Grande-Bretagne | 2 – 1 | Suisse   |  |

| Ordre des matchs | Joueurs                               | Points au premier set | Points au second set | Points au troisième set |
| ---------------- | ------------------------------------- | --------------------- | -------------------- | ----------------------- |
| 1                | Andy Murray                           | 67                    | 6                    | 6                       |
| 1                | Leandro Riedi                         | 7                     | 4                    | 4                       |
|                  |                                       |                       |                      |                         |
| 2                | Cameron Norrie                        | 5                     | 4                    |                         |
| 2                | Stanislas Wawrinka                    | 7                     | 6                    |                         |
|                  |                                       |                       |                      |                         |
| 3                | Daniel Evans - Neal Skupski           | 6                     | 6                    |                         |
| 3                | Dominic Stricker - Stanislas Wawrinka | 3                     | 3                    |                         |

|  | Équipe 1  | Score | Équipe 2 |  |
|  | Australie | 3 – 0 | Suisse   |  |

| Ordre des matchs | Joueurs                               | Points au premier set | Points au second set | Points au troisième set |
| ---------------- | ------------------------------------- | --------------------- | -------------------- | ----------------------- |
| 1                | Thanasi Kokkinakis                    | 6                     | 7                    |                         |
| 1                | Dominic Stricker                      | 3                     | 5                    |                         |
|                  |                                       |                       |                      |                         |
| 2                | Alex de Minaur                        | 6                     | 6                    |                         |
| 2                | Marc-Andrea Hüsler                    | 4                     | 3                    |                         |
|                  |                                       |                       |                      |                         |
| 3 (sans enjeu)   | Matthew Ebden - Max Purcell           | 6                     | 6                    |                         |
| 3 (sans enjeu)   | Marc-Andrea Hüsler - Dominic Stricker | 2                     | 4                    |                         |

|  | Équipe 1        | Score | Équipe 2 |  |
|  | Grande-Bretagne | 2 – 1 | France   |  |

| Ordre des matchs | Joueurs                                | Points au premier set | Points au second set | Points au troisième set |
| ---------------- | -------------------------------------- | --------------------- | -------------------- | ----------------------- |
| 1                | Daniel Evans                           | 3                     | 6                    | 6                       |
| 1                | Arthur Fils                            | 6                     | 3                    | 4                       |
|                  |                                        |                       |                      |                         |
| 2                | Cameron Norrie                         | 65                    | 6                    | 5                       |
| 2                | Ugo Humbert                            | 7                     | 3                    | 7                       |
|                  |                                        |                       |                      |                         |
| 3                | Daniel Evans - Neal Skupski            | 1                     | 7                    | 7                       |
| 3                | Nicolas Mahut - Édouard Roger-Vasselin | 6                     | 64                   | 6                       |

#### Groupe C
| # | Pays         | Renctr (V - D) | Matchs (V - D) | Sets (G - P) |
| - | ------------ | -------------- | -------------- | ------------ |
| 1 | Tchéquie     | 3-0            | 9-0            | 18-4         |
| 2 | Serbie       | 2-1            | 6-3            | 13-8         |
| 3 | Espagne      | 1-2            | 2-7            | 6-14         |
| 4 | Corée du Sud | 0-3            | 1-8            | 6-17         |

|  | Équipe 1 | Score | Équipe 2     |  |
|  | Serbie   | 3 – 0 | Corée du Sud |  |

| Ordre des matchs | Joueurs                          | Points au premier set | Points au second set | Points au troisième set |
| ---------------- | -------------------------------- | --------------------- | -------------------- | ----------------------- |
| 1                | Dušan Lajović                    | 6                     | 7                    |                         |
| 1                | Hong Seong-chan                  | 4                     | 63                   |                         |
|                  |                                  |                       |                      |                         |
| 2                | Laslo Djere                      | 4                     | 6                    | 6                       |
| 2                | Kwon Soon-woo                    | 6                     | 2                    | 2                       |
|                  |                                  |                       |                      |                         |
| 3 (sans enjeu)   | Nikola Čačić - Miomir Kecmanović | 3                     | 6                    | 7                       |
| 3 (sans enjeu)   | Nam Ji-sung - Song Min-kyu       | 6                     | 4                    | 65                      |

|  | Équipe 1 | Score | Équipe 2 |  |
|  | Espagne  | 0 – 3 | Tchéquie |  |

| Ordre des matchs | Joueurs                                  | Points au premier set | Points au second set | Points au troisième set |
| ---------------- | ---------------------------------------- | --------------------- | -------------------- | ----------------------- |
| 1                | Bernabé Zapata Miralles                  | 4                     | 4                    |                         |
| 1                | Tomáš Macháč                             | 6                     | 6                    |                         |
|                  |                                          |                       |                      |                         |
| 2                | Alejandro Davidovich Fokina              | 65                    | 5                    |                         |
| 2                | Jiří Lehečka                             | 7                     | 7                    |                         |
|                  |                                          |                       |                      |                         |
| 3 (sans enjeu)   | A. Davidovich Fokina - Marcel Granollers | 7                     | 6                    | 4                       |
| 3 (sans enjeu)   | Jakub Menšík - Adam Pavlásek             | 5                     | 7                    | 6                       |

|  | Équipe 1 | Score | Équipe 2     |  |
|  | Tchéquie | 3 – 0 | Corée du Sud |  |

| Ordre des matchs | Joueurs                      | Points au premier set | Points au second set | Points au troisième set |
| ---------------- | ---------------------------- | --------------------- | -------------------- | ----------------------- |
| 1                | Tomáš Macháč                 | 7                     | 4                    | 6                       |
| 1                | Hong Seong-chan              | 68                    | 6                    | 2                       |
|                  |                              |                       |                      |                         |
| 2                | Jiří Lehečka                 | 6                     | 7                    |                         |
| 2                | Kwon Soon-woo                | 1                     | 5                    |                         |
|                  |                              |                       |                      |                         |
| 3 (sans enjeu)   | Jakub Menšík - Adam Pavlásek | 3                     | 7                    | 6                       |
| 3 (sans enjeu)   | Nam Ji-sung - Song Min-kyu   | 6                     | 65                   | 4                       |

|  | Équipe 1 | Score | Équipe 2 |  |
|  | Espagne  | 0 – 3 | Serbie   |  |

| Ordre des matchs | Joueurs                                  | Points au premier set | Points au second set | Points au troisième set |
| ---------------- | ---------------------------------------- | --------------------- | -------------------- | ----------------------- |
| 1                | Albert Ramos-Viñolas                     | 4                     | 4                    |                         |
| 1                | Laslo Djere                              | 6                     | 6                    |                         |
|                  |                                          |                       |                      |                         |
| 2                | Alejandro Davidovich Fokina              | 3                     | 4                    |                         |
| 2                | Novak Djokovic                           | 6                     | 6                    |                         |
|                  |                                          |                       |                      |                         |
| 3 (sans enjeu)   | A. Davidovich Fokina - Marcel Granollers | 4                     | 613                  |                         |
| 3 (sans enjeu)   | Nikola Čačić - Miomir Kecmanović         | 6                     | 7                    |                         |

|  | Équipe 1 | Score | Équipe 2 |  |
|  | Serbie   | 0 – 3 | Tchéquie |  |

| Ordre des matchs | Joueurs                       | Points au premier set | Points au second set | Points au troisième set |
| ---------------- | ----------------------------- | --------------------- | -------------------- | ----------------------- |
| 1                | Dušan Lajović                 | 3                     | 2                    |                         |
| 1                | Jakub Menšík                  | 6                     | 6                    |                         |
|                  |                               |                       |                      |                         |
| 2                | Laslo Djere                   | 67                    | 5                    |                         |
| 2                | Jiří Lehečka                  | 7                     | 7                    |                         |
|                  |                               |                       |                      |                         |
| 3 (sans enjeu)   | Nikola Čačić - Novak Djokovic | 5                     | 7                    | 3                       |
| 3 (sans enjeu)   | Tomáš Macháč - Adam Pavlásek  | 7                     | 67                   | 10                      |

|  | Équipe 1 | Score | Équipe 2     |  |
|  | Espagne  | 2 – 1 | Corée du Sud |  |

| Ordre des matchs | Joueurs                                  | Points au premier set | Points au second set | Points au troisième set |
| ---------------- | ---------------------------------------- | --------------------- | -------------------- | ----------------------- |
| 1                | Bernabé Zapata Miralles                  | 6                     | 7                    |                         |
| 1                | Hong Seong-chan                          | 4                     | 5                    |                         |
|                  |                                          |                       |                      |                         |
| 2                | Alejandro Davidovich Fokina              | 6                     | 6                    |                         |
| 2                | Kwon Soon-woo                            | 4                     | 4                    |                         |
|                  |                                          |                       |                      |                         |
| 3 (sans enjeu)   | Marcel Granollers - Albert Ramos-Viñolas | 7                     | 6                    | 8                       |
| 3 (sans enjeu)   | Nam Ji-sung - Song Min-kyu               | 62                    | 7                    | 10                      |

#### Groupe D
| # | Pays       | Renctr (V - D) | Matchs (V - D) | Sets (G - P) |
| - | ---------- | -------------- | -------------- | ------------ |
| 1 | Pays-Bas   | 2-1            | 5-4            | 13-11        |
| 2 | Finlande   | 2-1            | 6-3            | 13-9         |
| 3 | États-Unis | 1-2            | 3-6            | 9-14         |
| 4 | Croatie    | 1-2            | 4-5            | 11-12        |

|  | Équipe 1 | Score | Équipe 2 |  |
|  | Pays-Bas | 2 – 1 | Finlande |  |

| Ordre des matchs | Joueurs                                   | Points au premier set | Points au second set | Points au troisième set |
| ---------------- | ----------------------------------------- | --------------------- | -------------------- | ----------------------- |
| 1                | Botic van de Zandschulp                   | 60                    | 4                    |                         |
| 1                | Otto Virtanen                             | 7                     | 6                    |                         |
|                  |                                           |                       |                      |                         |
| 2                | Tallon Griekspoor                         | 7                     | 6                    |                         |
| 2                | Emil Ruusuvuori                           | 67                    | 3                    |                         |
|                  |                                           |                       |                      |                         |
| 3                | Wesley Koolhof - Matwé Middelkoop         | 6                     | 65                   | 6                       |
| 3                | Harri Heliövaara - Patrik Niklas-Salminen | 4                     | 7                    | 3                       |

|  | Équipe 1 | Score | Équipe 2   |  |
|  | Croatie  | 1 – 2 | États-Unis |  |

| Ordre des matchs | Joueurs                      | Points au premier set | Points au second set | Points au troisième set |
| ---------------- | ---------------------------- | --------------------- | -------------------- | ----------------------- |
| 1                | Dino Prižmić                 | 4                     | 2                    |                         |
| 1                | Mackenzie McDonald           | 6                     | 6                    |                         |
|                  |                              |                       |                      |                         |
| 2                | Borna Gojo                   | 6                     | 7                    |                         |
| 2                | Frances Tiafoe               | 4                     | 6                    |                         |
|                  |                              |                       |                      |                         |
| 3                | Ivan Dodig - Mate Pavić      | 65                    | 7                    | 2                       |
| 3                | Austin Krajicek - Rajeev Ram | 7                     | 63                   | 6                       |

|  | Équipe 1 | Score | Équipe 2   |  |
|  | Pays-Bas | 2 – 1 | États-Unis |  |

| Ordre des matchs | Joueurs                           | Points au premier set | Points au second set | Points au troisième set |
| ---------------- | --------------------------------- | --------------------- | -------------------- | ----------------------- |
| 1                | Botic van de Zandschulp           | 7                     | 6                    |                         |
| 1                | Tommy Paul                        | 62                    | 2                    |                         |
|                  |                                   |                       |                      |                         |
| 2                | Tallon Griekspoor                 | 6                     | 67                   | 7                       |
| 2                | Frances Tiafoe                    | 3                     | 7                    | 62                      |
|                  |                                   |                       |                      |                         |
| 3 (sans enjeu)   | Wesley Koolhof - Matwé Middelkoop | 7                     | 63                   | 3                       |
| 3 (sans enjeu)   | Austin Krajicek - Rajeev Ram      | 65                    | 7                    | 6                       |

|  | Équipe 1 | Score | Équipe 2 |  |
|  | Croatie  | 1 – 2 | Finlande |  |

| Ordre des matchs | Joueurs                                   | Points au premier set | Points au second set | Points au troisième set |
| ---------------- | ----------------------------------------- | --------------------- | -------------------- | ----------------------- |
| 1                | Dino Prižmić                              | 4                     | 6                    | 3                       |
| 1                | Otto Virtanen                             | 6                     | 3                    | 6                       |
|                  |                                           |                       |                      |                         |
| 2                | Borna Gojo                                | 63                    | 4                    |                         |
| 2                | Emil Ruusuvuori                           | 7                     | 6                    |                         |
|                  |                                           |                       |                      |                         |
| 3 (sans enjeu)   | Ivan Dodig - Mate Pavić                   | 6                     | 7                    |                         |
| 3 (sans enjeu)   | Harri Heliövaara - Patrik Niklas-Salminen | 4                     | 61                   |                         |

|  | Équipe 1   | Score | Équipe 2 |  |
|  | États-Unis | 0 – 3 | Finlande |  |

| Ordre des matchs | Joueurs                               | Points au premier set | Points au second set | Points au troisième set |
| ---------------- | ------------------------------------- | --------------------- | -------------------- | ----------------------- |
| 1                | Mackenzie McDonald                    | 65                    | 6                    | 67                      |
| 1                | Otto Virtanen                         | 7                     | 1                    | 7                       |
|                  |                                       |                       |                      |                         |
| 2                | Tommy Paul                            | 61                    | 4                    |                         |
| 2                | Emil Ruusuvuori                       | 7                     | 6                    |                         |
|                  |                                       |                       |                      |                         |
| 3 (sans enjeu)   | Austin Krajicek - Rajeev Ram          | 7                     | 65                   | 8                       |
| 3 (sans enjeu)   | Harri Heliövaara - Patrick Kaukovalta | 6                     | 7                    | 10                      |

|  | Équipe 1 | Score | Équipe 2 |  |
|  | Croatie  | 2 – 1 | Pays-Bas |  |

| Ordre des matchs | Joueurs                           | Points au premier set | Points au second set | Points au troisième set |
| ---------------- | --------------------------------- | --------------------- | -------------------- | ----------------------- |
| 1                | Duje Ajduković                    | 3                     | 6                    | 5                       |
| 1                | Botic van de Zandschulp           | 6                     | 3                    | 7                       |
|                  |                                   |                       |                      |                         |
| 2                | Borna Gojo                        | 4                     | 7                    | 6                       |
| 2                | Tallon Griekspoor                 | 6                     | 62                   | 4                       |
|                  |                                   |                       |                      |                         |
| 3                | Duje Ajduković - Mate Pavić       | 3                     | 6                    | 10                      |
| 3                | Wesley Koolhof - Matwé Middelkoop | 6                     | 4                    | 8                       |

### Phase à élimination directe
La phase à élimination directe se déroule du 21 au 26 novembre à Malaga en Espagne.
Le Canada, tenant du titre, est éliminé en quarts de finale par la Finlande.
L'Italie atteint la finale pour la première fois depuis 1998 en battant en demi-finale la Serbie, grâce notamment à la victoire de Jannik Sinner face au numéro 1 mondial Novak Djokovic.
L'Italie s'impose en finale face à l'Australie, qui échoue une seconde fois consécutive en finale. Les Italiens remportent une deuxième fois la compétition, 47 ans après leur premier titre en 1976.
|  | Quarts de finale 21 - 23 novembre | Quarts de finale 21 - 23 novembre |           |   | Demi-finales 24 - 25 novembre | Demi-finales 24 - 25 novembre |  |  | Finale 26 novembre | Finale 26 novembre |
|  | Quarts de finale 21 - 23 novembre | Quarts de finale 21 - 23 novembre |           |   | Demi-finales 24 - 25 novembre | Demi-finales 24 - 25 novembre |  |  | Finale 26 novembre | Finale 26 novembre |
|  |                                   |                                   |           |   |                               |                               |  |  |                    |                    |
|  |                                   |                                   |           |   |                               |                               |  |  |                    |                    |
|  |                                   |                                   |           |   |                               |                               |  |  |                    |                    |
|  | Canada                            | 1                                 |           |   |                               |                               |  |  |                    |                    |
|  | Canada                            | 1                                 |           |   |                               |                               |  |  |                    |                    |
|  | Finlande                          | 2                                 |           |   |                               |                               |  |  |                    |                    |
|  | Finlande                          | 2                                 | Finlande  | 0 |                               |                               |  |  |                    |                    |
|  |                                   |                                   | Finlande  | 0 |                               |                               |  |  |                    |                    |
|  |                                   | Australie                         | 2         |   |                               |                               |  |  |                    |                    |
|  | Tchéquie                          | Australie                         | 2         | 1 |                               |                               |  |  |                    |                    |
|  | Tchéquie                          |                                   |           | 1 |                               |                               |  |  |                    |                    |
|  | Australie                         | 2                                 |           |   |                               |                               |  |  |                    |                    |
|  | Australie                         | 2                                 | Australie | 0 |                               |                               |  |  |                    |                    |
|  |                                   |                                   | Australie | 0 |                               |                               |  |  |                    |                    |
|  |                                   | Italie                            | 2         |   |                               |                               |  |  |                    |                    |
|  | Italie                            | Italie                            | 2         | 2 |                               |                               |  |  |                    |                    |
|  | Italie                            |                                   |           | 2 |                               |                               |  |  |                    |                    |
|  | Pays-Bas                          | 1                                 |           |   |                               |                               |  |  |                    |                    |
|  | Pays-Bas                          | 1                                 | Italie    | 2 |                               |                               |  |  |                    |                    |
|  |                                   |                                   | Italie    | 2 |                               |                               |  |  |                    |                    |
|  |                                   | Serbie                            | 1         |   |                               |                               |  |  |                    |                    |
|  | Serbie                            | Serbie                            | 1         | 2 |                               |                               |  |  |                    |                    |
|  | Serbie                            |                                   |           | 2 |                               |                               |  |  |                    |                    |
|  | Grande-Bretagne                   | 0                                 |           |   |                               |                               |  |  |                    |                    |
|  | Grande-Bretagne                   | 0                                 |           |   |                               |                               |  |  |                    |                    |

Quarts de finale
|  | Équipe 1 | Score | Équipe 2 |  |
|  | Canada   | 1 – 2 | Finlande |  |

| Ordre des matchs | Joueurs                           | Points au premier set | Points au second set | Points au troisième set |
| ---------------- | --------------------------------- | --------------------- | -------------------- | ----------------------- |
| 1                | Milos Raonic                      | 6                     | 7                    |                         |
| 1                | Patrick Kaukovalta                | 3                     | 5                    |                         |
|                  |                                   |                       |                      |                         |
| 2                | Gabriel Diallo                    | 4                     | 5                    |                         |
| 2                | Otto Virtanen                     | 6                     | 7                    |                         |
|                  |                                   |                       |                      |                         |
| 3                | Alexis Galarneau - Vasek Pospisil | 5                     | 3                    |                         |
| 3                | Harri Heliövaara - Otto Virtanen  | 7                     | 6                    |                         |

|  | Équipe 1 | Score | Équipe 2  |  |
|  | Tchéquie | 1 – 2 | Australie |  |

| Ordre des matchs | Joueurs                      | Points au premier set | Points au second set | Points au troisième set |
| ---------------- | ---------------------------- | --------------------- | -------------------- | ----------------------- |
| 1                | Tomáš Macháč                 | 6                     | 7                    |                         |
| 1                | Jordan Thompson              | 4                     | 5                    |                         |
|                  |                              |                       |                      |                         |
| 2                | Jiří Lehečka                 | 6                     | 62                   | 5                       |
| 2                | Alex de Minaur               | 4                     | 7                    | 7                       |
|                  |                              |                       |                      |                         |
| 3                | Jiří Lehečka - Adam Pavlásek | 4                     | 5                    |                         |
| 3                | Matthew Ebden - Max Purcell  | 6                     | 7                    |                         |

|  | Équipe 1 | Score | Équipe 2 |  |
|  | Italie   | 2 – 1 | Pays-Bas |  |

| Ordre des matchs | Joueurs                            | Points au premier set | Points au second set | Points au troisième set |
| ---------------- | ---------------------------------- | --------------------- | -------------------- | ----------------------- |
| 1                | Matteo Arnaldi                     | 7                     | 3                    | 67                      |
| 1                | Botic van de Zandschulp            | 6                     | 6                    | 7                       |
|                  |                                    |                       |                      |                         |
| 2                | Jannik Sinner                      | 7                     | 6                    |                         |
| 2                | Tallon Griekspoor                  | 63                    | 1                    |                         |
|                  |                                    |                       |                      |                         |
| 3                | Jannik Sinner - Lorenzo Sonego     | 6                     | 6                    |                         |
| 3                | Tallon Griekspoor - Wesley Koolhof | 3                     | 4                    |                         |

|  | Équipe 1 | Score | Équipe 2        |  |
|  | Serbie   | 2 – 0 | Grande-Bretagne |  |

| Ordre des matchs | Joueurs                        | Points au premier set | Points au second set | Points au troisième set |
| ---------------- | ------------------------------ | --------------------- | -------------------- | ----------------------- |
| 1                | Miomir Kecmanović              | 7                     | 7                    |                         |
| 1                | Jack Draper                    | 62                    | 6                    |                         |
|                  |                                |                       |                      |                         |
| 2                | Novak Djokovic                 | 6                     | 6                    |                         |
| 2                | Cameron Norrie                 | 4                     | 4                    |                         |
|                  |                                |                       |                      |                         |
| 3 (sans enjeu)   | Novak Djokovic - Dušan Lajović | Non                   | joué                 |                         |
| 3 (sans enjeu)   | Joe Salisbury - Neal Skupski   |                       |                      |                         |

Demi-finales
|  | Équipe 1 | Score | Équipe 2  |  |
|  | Finlande | 0 – 2 | Australie |  |

| Ordre des matchs | Joueurs                                   | Points au premier set | Points au second set | Points au troisième set |
| ---------------- | ----------------------------------------- | --------------------- | -------------------- | ----------------------- |
| 1                | Otto Virtanen                             | 65                    | 2                    |                         |
| 1                | Alexei Popyrin                            | 7                     | 6                    |                         |
|                  |                                           |                       |                      |                         |
| 2                | Emil Ruusuvuori                           | 4                     | 3                    |                         |
| 2                | Alex de Minaur                            | 6                     | 6                    |                         |
|                  |                                           |                       |                      |                         |
| 3 (sans enjeu)   | Harri Heliövaara - Patrik Niklas-Salminen | Non                   | joué                 |                         |
| 3 (sans enjeu)   | Matthew Ebden - Max Purcell               |                       |                      |                         |

|  | Équipe 1 | Score | Équipe 2 |  |
|  | Italie   | 2 – 1 | Serbie   |  |

| Ordre des matchs | Joueurs                            | Points au premier set | Points au second set | Points au troisième set |
| ---------------- | ---------------------------------- | --------------------- | -------------------- | ----------------------- |
| 1                | Lorenzo Musetti                    | 7                     | 2                    | 1                       |
| 1                | Miomir Kecmanović                  | 67                    | 6                    | 6                       |
|                  |                                    |                       |                      |                         |
| 2                | Jannik Sinner                      | 6                     | 2                    | 7                       |
| 2                | Novak Djokovic                     | 2                     | 6                    | 5                       |
|                  |                                    |                       |                      |                         |
| 3                | Jannik Sinner - Lorenzo Sonego     | 6                     | 6                    |                         |
| 3                | Novak Djokovic - Miomir Kecmanović | 3                     | 4                    |                         |

Finale
|  | Équipe 1  | Score | Équipe 2 |  |
|  | Australie | 0 – 2 | Italie   |  |

## Groupe mondial I
Le groupe mondial I voit s'affronter les nations ayant perdu lors de la phase qualificative (PQ) et les équipes ayant remporté les barrages du groupe mondial I. Les équipes gagnantes sont qualifiées pour la phase qualificative 2024.
La désignation des équipes têtes de série [entre crochets] est basée sur le classement ITF du 6 février 2023.
| Lieu           | Dates                | Surface             | Hôtes                   | Score | Visiteurs          | Lien FdM   |
| -------------- | -------------------- | ------------------- | ----------------------- | ----- | ------------------ | ---------- |
| Mostar*        | 16-17 septembre 2023 | Terre battue (ext.) | Bosnie-Herzégovine (PQ) | 0 - 4 | Allemagne [1](PQ)  | [ FdM 44 ] |
| Sofia*         | 16-17 septembre 2023 | Terre battue (ext.) | Bulgarie                | 1 - 3 | Kazakhstan [2](PQ) | [ FdM 45 ] |
| Hasselt*       | 16-17 septembre 2023 | Dur (int.)          | Belgique [3](PQ)        | 3 - 1 | Ouzbékistan (PQ)   | [ FdM 46 ] |
| Buenos Aires*  | 16-17 septembre 2023 | Terre battue (ext.) | Argentine [4](PQ)       | 4 - 0 | Lituanie           | [ FdM 47 ] |
| Kaspi*         | 14-15 septembre 2023 | Dur (ext.)          | Ukraine                 | 3 - 2 | Colombie [5](PQ)   | [ FdM 48 ] |
| Keszthely*     | 15-16 septembre 2023 | Terre battue (ext.) | Hongrie [6](PQ)         | 4 - 0 | Turquie            | [ FdM 49 ] |
| Tel Aviv-Jaffa | 16-17 septembre 2023 | Dur (int.)          | Israël                  | 3 - 2 | Japon [7]          | [ FdM 50 ] |
| Schwechat      | 15-16 septembre 2023 | Dur (int.)          | Autriche [8](PQ)        | 1 - 3 | Portugal (PQ)      | [ FdM 51 ] |
| Athènes*       | 16-17 septembre 2023 | Dur (ext.)          | Grèce                   | 1 - 3 | Slovaquie [9](PQ)  | [ FdM 52 ] |
| Lima*          | 16-17 septembre 2023 | Terre battue (ext.) | Pérou                   | 4 - 1 | Norvège [10](PQ)   | [ FdM 53 ] |
| Constanța*     | 15-16 septembre 2023 | Terre battue (ext.) | Roumanie [11]           | 1 - 3 | Taipei             | [ FdM 54 ] |
| Hillerød*      | 15-16 septembre 2023 | Dur (int.)          | Danemark                | 1 - 3 | Brésil [12]        | [ FdM 55 ] |